# 加费蒂
加费蒂是葡萄牙波塔莱格雷区的一个堂区。总面积46.11平方公里，总人口1063人，人口密度23.1人/平方公里。